# Réforme protestante en Suisse

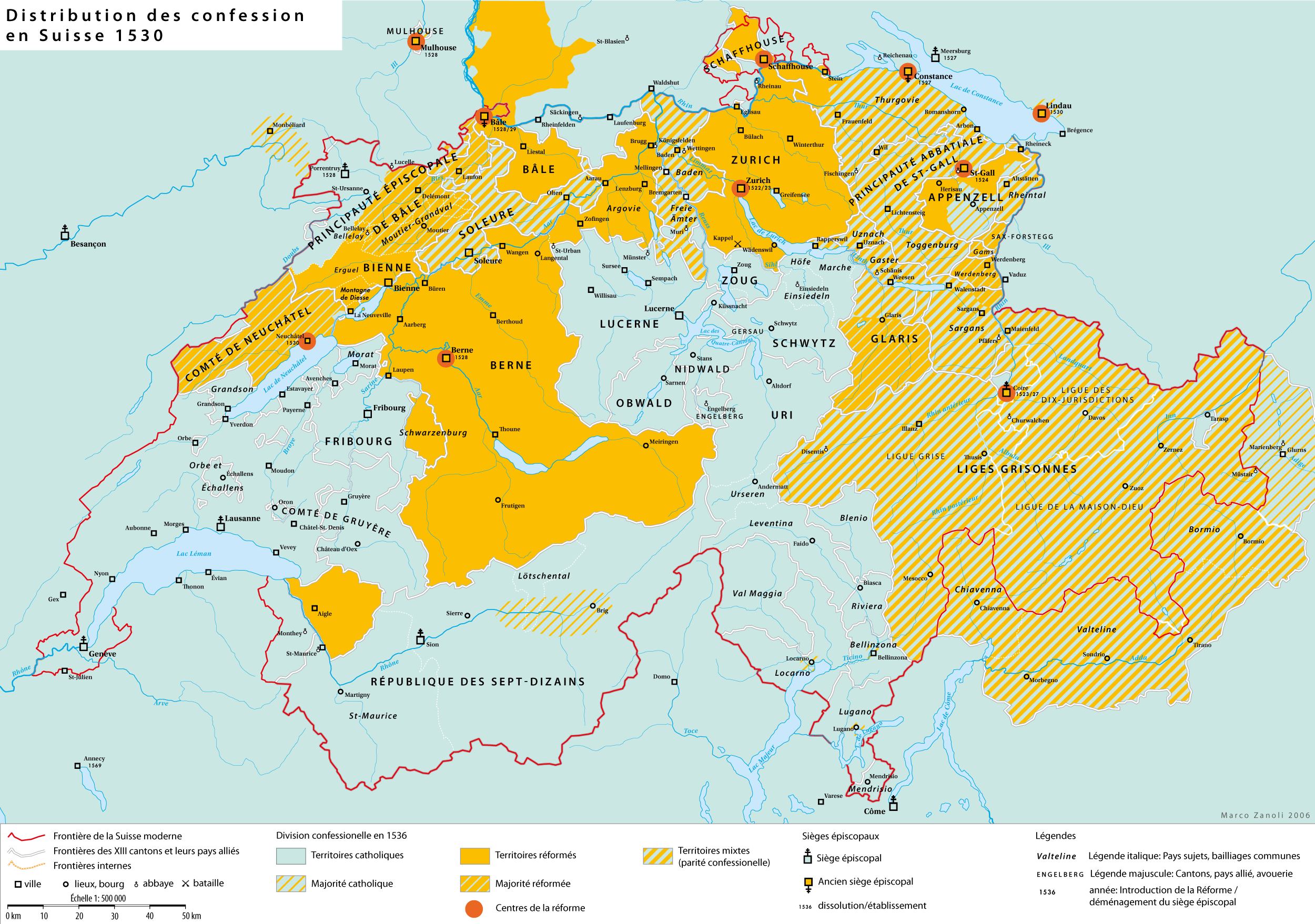
La situation confessionnelle de la Confédération en 1530.

La Réforme en Suisse fut introduite par Ulrich Zwingli, qui obtint le soutien de la ville de Zurich dans les années 1520. Elle aboutit à de profonds changements dans la vie quotidienne et administrative zurichoise et se propagea dans plusieurs autres cantons de la Confédération. Sept d'entre eux restèrent cependant fidèles au catholicisme, ce qui déboucha sur les guerres de Kappel. Les cantons catholiques sortirent victorieux en 1531 et entreprirent une Contre-Réforme dans certaines régions. Le schisme entre cantons catholiques et protestants eut une influence considérable sur la politique intérieure de chacun et paralysa l'adoption d'une politique extérieure commune jusqu'au XVIIIe siècle.
La Confédération parvint à rester neutre durant la guerre de Trente Ans, entre autres parce que les puissances européennes en conflit faisaient largement appel à des mercenaires suisses et voulaient éviter que la Suisse passe d'un côté ou de l'autre. Les Trois Ligues grisonnes, qui n'étaient pas encore membres de la Confédération, prirent part à la guerre dès 1620 et perdirent la Valteline de 1623 à 1639.

## Débuts et développement du protestantisme

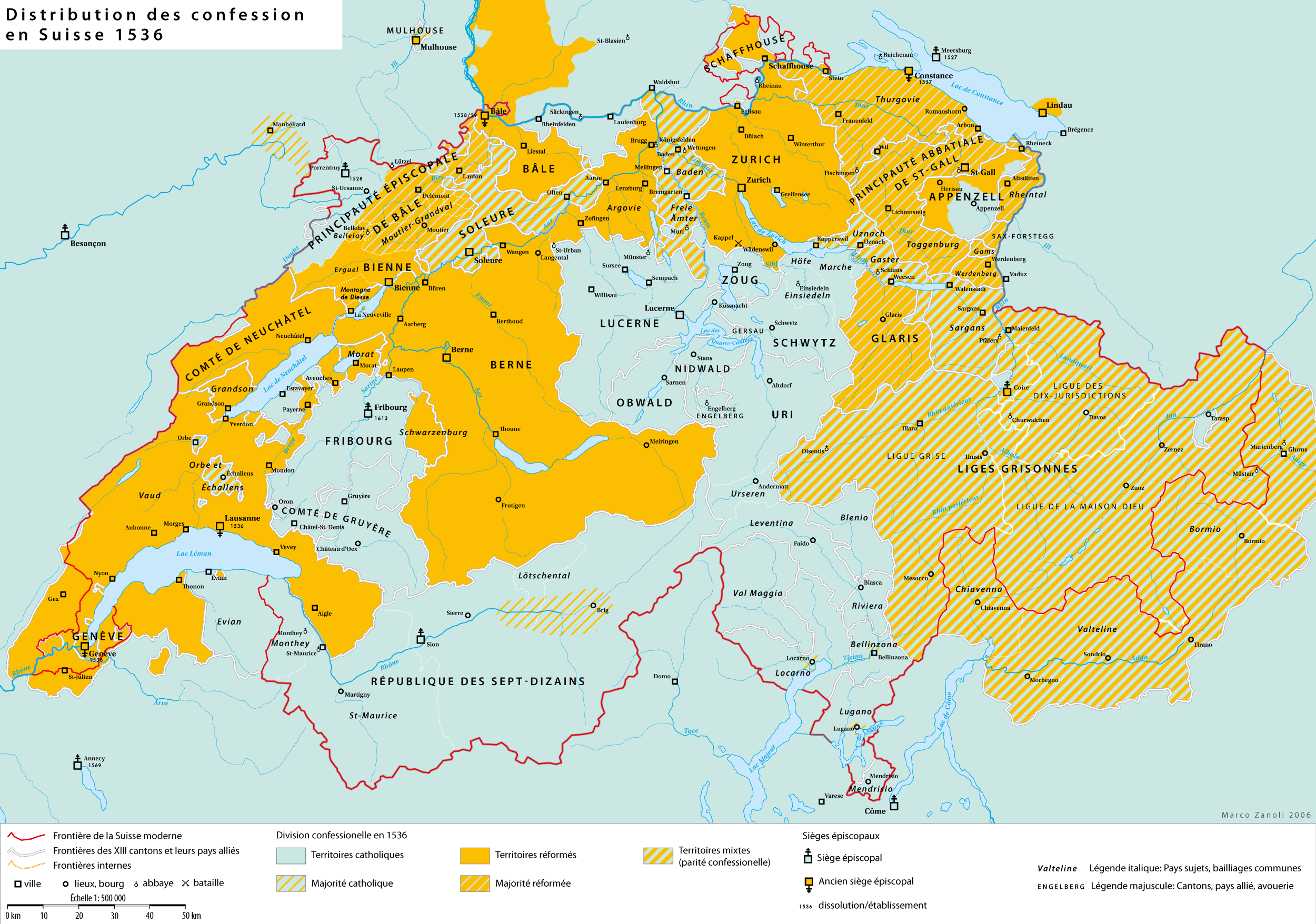
La situation confessionnelle en Suisse 1536

### Situation en Suisse avant la Réforme
Au cours du XIVe siècle, les cantons suisses avaient déjà cherché à limiter le pouvoir politique de l'Église afin de gagner en indépendance. De nombreux monastères étaient soumis à un contrôle séculier et l'administration des écoles relevait des cantons, bien que la plupart des enseignants étaient toujours des prêtres. Mais l'Église faisait l'objet des mêmes critiques en Suisse qu'ailleurs en Europe, notamment en Allemagne ou dans les autres territoires au nord des Alpes : le luxe dont faisait état l'institution et une partie du clergé, financé par de lourds impôts et la vente d'indulgences, était de plus en plus mal perçu ; de nombreux prêtres ne disposaient que d’un niveau d’instruction médiocre et vivaient en concubinage sans respecter le célibat sacerdotal.

### Réforme à Zurich et en Suisse alémanique
Ulrich Zwingli fut le principal artisan de la Réforme en Suisse. De formation humaniste, il avait déjà prêché contre la hiérarchie ecclésiastique en 1516, alors qu’il était prêtre à Einsiedeln. Arrivé à Zurich, il étendit ses critiques à des sujets politiques et condamna le commerce autour du mercenariat. Ses idées furent reçues favorablement par les entrepreneurs, les hommes d'affaires et les corporations. En 1522 l'affaire des saucisses marque le début de la Réforme à Zurich. En 1523, le conseil de la ville décida de concrétiser ses projets de réforme et de se convertir au protestantisme. Zurich connut alors de profonds changements. L'Église fut sécularisée, les prêtres dispensés du célibat, les luxueuses décorations des lieux de cultes disparurent. L'État prit en charge l'administration des biens de l'Église et le salaire des prêtres. La dernière abbesse de Fraumünster céda le couvent, ainsi que tous les droits et possessions associés, aux autorités de la ville le 30 novembre 1524.
Les villes de Saint-Gall, Schaffhouse, Bâle (1529), Bienne, et Berne (1528) suivirent l'exemple de Zurich et convertirent leurs bailliages par décret. À Glaris, Appenzell et dans les Grisons, qui avaient adopté une structure plus républicaine, les communes purent décider par elles-mêmes d'adopter ou non le protestantisme.

### Réforme en Suisse romande
En Suisse romande, des réformateurs menés par Guillaume Farel prêchaient la Réforme dès les années 1520 sous la protection de Berne. Cependant, Farel est banni en 1531 de la cité. Antoine Froment devient ainsi un des principaux prédicateurs de la Réforme à Genève. La ville de Genève adopte officiellement la réforme en 1536. La même année, Berne conquit le pays de Vaud, alors possession savoyarde, et y institua la réforme après l'organisation de la dispute de Lausanne, rapprochant ainsi Berne de Genève, alors devenue l'un des centres d'extension du protestantisme.
Malgré l'adoption de la Réforme, les citoyens de Genève étaient confessionnellement divisés. Ainsi, la doctrine dure de Calvin est d'abord rejeté, tandis qu'il est banni en 1538. Trois ans plus tard, le nouveau conseil communal rappela Calvin et instaura progressivement ses idées. Une tentative de Contre-Réforme échoua en 1555 et plusieurs familles dissidentes quittèrent la ville. Deux théologiennes contemporaines ont écrit le récit des évènements, l'une protestante Marie Dentière, et l'autre catholique Jeanne de Jussie,. François Bonivard et Antoine Froment sont mandatés par la ville pour écrire les chroniques de ces événements,.

### Recherche d’une théologie commune
Zwingli soutenait des opinions plus radicales que Luther et leurs idées différaient sur plusieurs points. Une tentative de réconciliation échoua lors du colloque de Marbourg en 1529. Luther maintenait une forme de présence réelle lors de l'eucharistie tout en rejetant la transsubstantiation du sang et du corps du Christ, alors que Zwingli n'y voyait qu’un symbole. La défaite de Zurich lors de la deuxième guerre de Kappel, au cours de laquelle Zwingli trouva la mort, limita l'expansion de sa doctrine, qui ne s'étendit pas au-delà du Rhin. Sa traduction de la Bible en langue vernaculaire, la Bible de Zurich imprimée par Christian Froschauer est toutefois publiée en 1531.
Après la mort de Zwingli, Heinrich Bullinger prit sa succession et hébergea même sa veuve, Anna Reinhart. Il s'appliqua à poursuivre les réformes de son prédécesseur et à faire accepter la nouvelle religion par le peuple. Il tenta également de se rapprocher des calvinistes. Il joua un rôle prépondérant dans la rédaction du Consensus Tigurinus en 1549 avec Calvin et de la Confessio Helvetica posterior (Confession helvétique postérieure) en 1566, qui fut adoptée par tous les cantons protestants de la Confédération. La Confessio fut également adoptée par d'autres régions protestantes en Europe, en Bohème, Hongrie, Pologne, aux Pays-Bas et en Écosse. Elle contribua, avec le catéchisme de Heidelberg de 1563 et les canons de Dordrecht de 1619, aux fondations du protestantisme calviniste.

## Guerre civile et Contre-Réforme
Le succès de la Réforme à Zurich et son extension rapide ne manquèrent pas de soulever des problèmes politiques et constituèrent une source de conflits entre cantons catholiques et protestants. Les cantons alpins d'Uri, Schwyz, Unterwald, Lucerne et Zoug étaient déterminés à rester catholiques, et pas uniquement pour des motifs spirituels. En effet, leur économie dépendait largement du mercenariat, interdit par le protestantisme, et ils n'étaient aucunement disposés à renoncer à ce revenu. Dès 1524, ils formèrent l'alliance chrétienne pour lutter contre l'expansion du protestantisme. Les deux camps cherchèrent à conclure des alliances défensives, les protestants avec les villes réformées de Constance et Strasbourg, les catholiques avec Ferdinand Ier du Saint-Empire. Les conflits éclataient facilement à propos des territoires administrés en commun. Plusieurs tentatives de médiations, comme la dispute de Baden en 1526, échouèrent.
Après plusieurs incidents mineurs et provocations des deux côtés, un pasteur protestant fut brûlé vif à Schwyz en 1529, à la suite de quoi Zurich déclara la guerre. L'affrontement fut évité de justesse grâce à l'intervention des autres cantons, mais l'accord de paix qui suivit était largement défavorable aux catholiques, contraints de dénoncer l’alliance avec les Habsbourg. Les tensions demeurèrent palpables.
Deux ans plus tard, la deuxième guerre de Kappel éclata. Zurich mit d'abord en place un blocus économique des cantons de la Ligue soutenu par Berne, puis se servit du refus des cantons catholiques d'aider les Grisons dans la guerre de Musso comme prétexte militaire, mais il fut battu par les forces catholiques à Kappel am Albis. Le deuxième traité de paix de Kappel obligea les cantons protestants à dissoudre leur alliance. Il accorda la priorité au catholicisme dans les territoires communs, tout en autorisant les communes déjà converties au protestantisme à conserver leur religion. Seuls certains points névralgiques tels le Freiamt, ou encore Sargans, le long de la route reliant Schwyz à la vallée du Rhin, furent recatholicisés de force. Chaque canton resta libre de décréter quelle devait être la religion pratiquée à l’intérieur de ses frontières, consacrant le principe de Cujus regio, ejus religio qui allait également être adopté par la Paix d'Augsbourg en 1555. Sur le plan politique, les cantons catholiques détenaient la majorité à la Diète fédérale.

## Guerre de Trente Ans

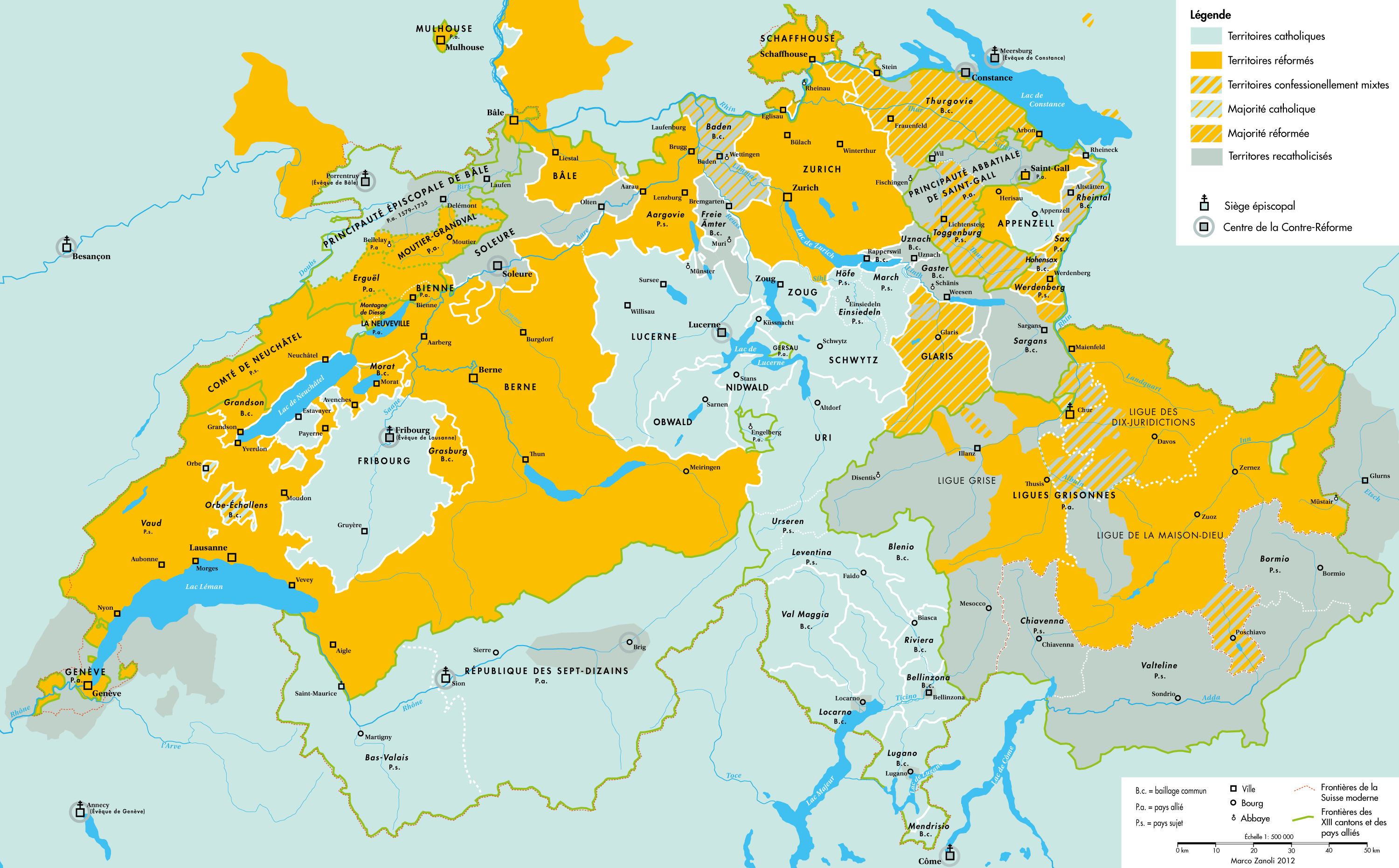
Situation des confession après la contre-reforme

La Suisse demeura un relatif oasis de paix durant la guerre de Trente Ans. Les cantons avaient conclu de nombreux traités défensifs et de mercenariat avec des belligérants des deux camps, ce qui assura une certaine neutralité de la Confédération. Les armées étrangères ne furent pas autorisées à entrer sur le territoire, à l’exception des forces françaises d’Henri de Rohan qui put accéder aux Grisons à travers les cantons protestants. La Suisse ne se résolut cependant à élaborer une défense commune qu’en 1647, lorsque les armées suédoises accédèrent pour la deuxième fois aux rives du lac de Constance.
Les Grisons, que le deuxième traité de Kappel ne concernait pas, n’eurent pas cette chance. Les Trois Ligues ne formaient qu’une fédération très décentralisée de 48 communes largement indépendantes, dont l’assemblée n’avait que peu de pouvoir. Le protestantisme y était autorisé depuis la disputatio d’Ilanz, contre l’avis de l’évêque de Coire et des puissantes familles catholiques comme les Habsbourg, qui détenaient encore de nombreux territoires dans le Prättigau, en Basse-Engadine et dans le Vinschgau. La Réforme put ainsi se répandre sur une grande partie du territoire et seules quelques communes restèrent strictement catholiques. Les conflits étaient fréquents entre les partisans de deux puissantes familles, les Planta (catholiques) et les Salis (protestants), culminant en 1619 en Valteline avec l’épisode du Sacro Macello, à l’occasion duquel 600 à 700 protestants furent massacrés par la population catholique, avec l’aide des troupes habsbourgeoises stationnées à Milan. La guerre ravagea les Grisons au cours des vingt années qui suivirent. La Valteline devint espagnole et le nord-est des Grisons fut occupé et recatholicisé par l’Autriche. La France intervint une première fois en 1624, mais ne parvint à chasser l’Espagne qu’en 1636. L’armée d’Henri de Rohan dut se retirer après Georg Jenatsch, d’abord allié des Français renversa son alliance en faveur des Espagnols. En 1636, les Grisons avaient repris l’entièreté de leur territoire, rachetant les terres prises par l’Autriche. Ils purent également récupérer ce qu’ils avaient perdu au sud (Valteline, Bormio et Chiavenna), à la condition que ces dernières demeurent catholiques sous la protection de Milan.
À l'issue de la guerre en 1648, le bourgmestre de Bâle, Johann Rudolf Wettstein, intervint activement afin de faire reconnaître formellement l’indépendance de la Confédération suisse au sein du traité de Westphalie. Bien qu’indépendante de facto depuis la fin de la guerre de Souabe en 1499, la Confédération était toujours officiellement partie intégrante du Saint-Empire romain germanique. Il bénéficia du soutien d’Henri II d'Orléans, qui était également prince de Neuchâtel, à la tête de la délégation française.